# Richard Yates
Richard Yates (Yonkers, 3 febbraio 1926 – Tuscaloosa, 7 novembre 1992) è stato uno scrittore, giornalista e sceneggiatore statunitense, autore di romanzi e racconti. Ha descritto la vita della classe media statunitense della metà del XX secolo, venendo spesso accostato sotto il profilo artistico ad autori come J.D. Salinger e John Cheever.

## Biografia
Yates nacque in una famiglia instabile. I suoi genitori divorziarono quando aveva tre anni e trascorse la maggior parte della sua infanzia in continui trasferimenti cambiando sia città che abitazione. Iniziò ad interessarsi al giornalismo e alla scrittura mentre frequentava la Avon Old Farms School di Avon, nel Connecticut. Dopo aver lasciato Avon, Yates entrò nell'esercito, prestando servizio in Francia e Germania verso la fine degli anni quaranta e cinquanta. Tornato a New York lavorò come giornalista, ghostwriter a gettone (scrivendo per un breve periodo anche i discorsi del procuratore generale Robert Kennedy) e come autore di testi per la pubblicità per la Remington Rand Corporation. La sua carriera di romanziere iniziò nel 1961 con la pubblicazione del celebre Revolutionary Road. In seguito tenne corsi di scrittura alla Columbia University, alla New School for Social Research, all'Università di Boston (dove è archiviato il materiale che ha lasciato), al programma di scrittura creativa della University of Iowa, alla Wichita State University e alla University of Southern California.
Nel 1962 scrisse la sceneggiatura per un adattamento cinematografico di Un letto di tenebre di William Styron.
Due volte divorziato, Yates ebbe tre figlie: Sharon, Monica e Gina. Nel 1992 morì a causa di un enfisema polmonare  e per le complicazioni sopraggiunte in seguito a un intervento chirurgico a Birmingham, in Alabama.

## I romanzi e i racconti
Il primo romanzo di Yates, Revolutionary Road giunse in finale del National Book Award, sostenuto da scrittori di stile molto diverso tra loro come Kurt Vonnegut, Dorothy Parker, William Styron, Tennessee Williams e John Cheever. Il suo realismo rappresentò un'importante influenza per artisti come Andre Dubus, Raymond Carver e Richard Ford.
Fu anche un apprezzato autore di racconti, ma ciononostante solo uno dei suoi racconti fu pubblicato sul The New Yorker (e solo dopo numerosi rifiuti). Il racconto, The Canal, uscì sulla rivista nove anni dopo la morte dello scrittore per celebrare, nel 2001, la pubblicazione della raccolta The Collected Stories of Richard Yates.
Per la maggior parte della sua carriera il lavoro di Yates incontrò il favore quasi unanime della critica, nonostante il fatto che nessuno dei suoi libri fosse riuscito a vendere più di 12 000 copie in edizione rilegata. Negli anni successivi alla sua morte tutti i romanzi finirono fuori catalogo, tuttavia con il tempo la sua fama e la sua reputazione sono considerevolmente cresciute, e i suoi romanzi sono stati così ristampati e pubblicati in nuove edizioni. Il successo che attualmente riscuote è probabilmente in buona parte dovuto alla recensione pubblicata nel 1999 da Stewart O'Nan sulla Boston Review
Sull'onda del rinnovato interesse per la vita e per l'opera di Yates nel 2003 Blake Bailey ha scritto la sua prima approfondita biografia, A Tragic Honesty: The Life and Work of Richard Yates. Il regista Sam Mendes ha girato, traendolo dall'omonimo romanzo di Yates, il film Revolutionary Road, in cui ha riunito per la seconda volta i due protagonisti del grande successo del 1997 Titanic, Leonardo DiCaprio e Kate Winslet. Il film è uscito nelle sale alla fine del 2008.

## Opere

### Romanzi
- Revolutionary Road (1961)
  - I non conformisti, trad. di Adriana Dell'Orto, Garzanti, Milano, 1964; col titolo Revolutionary Road, Introduzione di Richard Ford, Minimum fax, Roma, 2003.
- A Special Providence (1969)
  - Sotto una buona stella, trad. di Andreina Lombardi Bom, Prefazione di Francesco Longo, Minimum fax, Roma, 2014.
- Disturbing the Peace (1975)
  - Disturbo della quiete pubblica, trad. di Mirella Miotti, Bompiani, Milano, 1977; Prefazione di A.M. Homes, Minimum fax, Roma 2004; Beat, 2014.
- Easter Parade (1976)
  - Easter Parade, trad. di Andreina Lombardi Bom, Prefazione di Nick Laird, Minimum fax, Roma, 2008.
- A Good School (1978)
  - Una buona scuola, trad. di Andreina Lombardi Bom, Prefazione di Zadie Smith, Minimum fax, Roma, 2009.
- Young Hearts Crying (1984) 
  - Il vento selvaggio che passa, trad. di Andreina Lombardi Bom, Minimum Fax, Roma, 2020.
- Cold Spring Harbor (1986)
  - Cold Spring Harbor, trad. di Andreina Lombardi Bom, Prefazione di Luca Rastello, Minimum fax, Roma, 2010.

### Raccolte di racconti
- Eleven Kinds of Loneliness(1962)
  - Undici solitudini, trad. di Maria Lucioni, Garzanti, Milano, 1965; Prefazione di Paolo Cognetti, Minimum fax, Roma, 2006.
- Liars in Love (1981)
  - Bugiardi e innamorati, trad. di Andreina Lombardi Bom, Prefazione di Giorgio Vasta, Minimum fax, Roma, 2011.
- The Collected Stories Of Richard Yates (2004) [contiene: Undici Solitudini, Bugiardi e innamorati e altri racconti inediti]
  - Proprietà privata (contiene i racconti inediti diThe Collected Stories), trad. di Andreina Lombardi Bom, Prefazione di Nicola Lagioia, Minimum fax, Roma, 2012, ISBN 978-88-3389-110-1.
- Children Playing Before a Statue of Hercules, antologia di short stories di autori vari a cura di David Sedaris, 2005. [contiene il racconto "Oh, Joseph, I'm So Tired" di Richard Yates]